# Нижборок
Нижборок (укр. Нижбірок) — село в Васильковецкой сельской общине Чортковского района Тернопольской области Украины.
До 2020 года входило в Гусятинский район.
Код КОАТУУ — 6121684801. Население по переписи 2001 года составляло 1357 человек.

## Географическое положение
Село Нижборок находится в 1,5 км от правого берега реки Тайна,
на расстоянии в 0,5 км от села Старый Нижборок.

## История
- 1565 год — дата основания как село Новый Нижборок.
- В 1966 году переименовано в село Нижборок.

## Объекты социальной сферы
- Школа.
- Клуб.
- Фельдшерско-акушерский пункт.

## Достопримечательности
- Братская могила советских воинов.